# Diamond (Wolverhampton)
Diamond is een historisch Brits merk van motorfietsen.
De bedrijfsnaam was D.F. & M. Engineering (Dorset, Ford & Mee) Co. Ltd., later Diamond Motors, Wolverhampton.
Deze fabriek was gevestigd aan Sedgley Road in Wolverhampton en maakte eerst fietsen onder de naam D. H. & S. De fietsen heetten al "Diamond", naar het frame van de veiligheidsfiets van John Kemp Starley uit 1885. Diamond fietsen waren vrij populair en werden in grote aantallen verkocht.
Rond 1908 veranderde de bedrijfsnaam in D. H. & M. en werd besloten ook motorfietsen te gaan maken. Er werden enkele exemplaren, zowel eencilinders als V-twins met FN-inbouwmotoren gemaakt, maar pas in 1912 werd de productie goed opgestart. Er verscheen toen een 2¾ pk model met een JAP viertaktmotor en twee versnellingen. De prijs was 50 Guineas, maar de verkoop verliep slecht. Men bouwde een fabriek in Vane Street en daar werden tot 1916 de modellen B, C, D en E gemaakt. Toen stopte de productie omdat de Britse regering de productie van burger motorfietsen verbood, waarschijnlijk vanwege materiaalschaarste.
Het Model C had directe riemaandrijving van de krukas naar het achterwiel en een 2½ pk Villiers-tweetaktmotor. Dit model kostte 50 Pond. Voor 60 Pond kon men het Model D kopen, identiek aan het Model C, maar met twee versnellingen. Het Model E had een 2¾ pk JAP viertaktmotor, twee versnellingen, 26 inch wielen, een Druid parallellogramvork, twee leren zijtassen, een set boordgereedschap en een oliekannetje. Dit was het topmodel en het kostte 66 Pond. De modellen C, D en E werden redelijk populair.
Na de Eerste Wereldoorlog verschenen er nieuwe modellen met inbouwmotoren van JAP en Villiers. In de vroege jaren twintig was het merk succesvol in betrouwbaarheidsritten en wegraces. Men won 65 prijzen in betrouwbaarheidsritten en in 1921 won men de vliegende 5 mijl en de staande 10 mijl op Brooklands. Kaye Don won de 250 cc speed trial op Brooklands in 1921. In 1924 werd J.A. Forsythe tweede in de 250 cc wegraceklasse tijdens de Grand Prix van Ulster.
Pas in 1922 verschenen er vier nieuwe modellen met JAP- en Villiers-blokken. Het Model A had een 350 cc JAP motor, Druid voorvork, koppeling, twee of drie versnellingen en een kickstarter. Het Model F had een 293 cc JAP motor en was verder identiek aan het Model A. Het Model G (Super Sports Model G) was het sportmodel met een 350 cc JAP motor, een Sturmey-Archer drieversnellingsbak en kettingaandrijving. Het Super Sports Model H was een 250 cc model met een JAP motor en verder identiek aan het Model G. Het Ultra Lightweight model uit 1923 had een 2½ pk Villiers motor, een Sturmey-Archer tweeversnellingsbak, koppeling, kickstarter en kettingaandrijving. Met een 3½ pk motor kreeg dit model drie versnellingen.
In 1923 waren er al negen modellen, allemaal met JAP- en Villiers-blokken, maar de verkopen liepen slecht en in 1926 waren er nog slechts twee modellen leverbaar. In 1928 werd de productie beëindigd.
Maar W. Vincent Ford, die managing director van Diamond was, richtte Diamond Motors in St. James' Square op en hervatte de productie in 1930. Het model uit 1930 kreeg een 247 cc Villiers-tweetaktmotor en een drieversnellingsbak van Burman. Het had een drieplaats koppeling en was ook verkrijgbaar met elektrische verlichting en een dynamo. Deze motorfiets werd voor de export ook als bouwpakket verkocht. Daardoor verschenen er in het buitenland Diamond motorfietsen met andere namen op de tank, namelijk die van de lokale dealer die de machines assembleerde en verkocht. Ook deze machines werden slecht verkocht en in 1933 eindigde de productie van motorfietsen opnieuw.
Gelukkig waren motorfietsen toen al niet meer het enige product van Diamond. In 1931 werd AJS opgesplitst. De autoproductie ging naar Crossley Motors, de motorfietsen naar Matchless en de productie van de Graiseley-zijspannen naar Diamond. Graiseley was eigendom van AJS en produceerde ook de zijspannen voor de Swallow Sidecar Company, het bedrijf dat later bekend zou worden als Jaguar Cars. De productie en de naamrechten van Graiseley werden door Diamond gekocht voor 475 Pond.
In 1935 verhuisde het bedrijf naar de voormalige fabrieksgebouwen van Villiers aan Upper Villiers Street in Wolverhampton. De productie werd uitgebreid met de Graiseley elektrische handtruck. Aanvankelijk was die populair bij melkboeren, maar later vond men er ook emplooi voor in ziekenhuizen en magazijnen.
Tijdens de Tweede Wereldoorlog produceerde men rijdende affuiten en elektrische handtrucks voor het War Department, naast productiewerk voor het luchtvaartministerie. Na de oorlog bleef alleen de productie van elektrische trucks bestaan, tot het bedrijf rond 1960 de poorten moest sluiten.